# Hillevi Svedberg

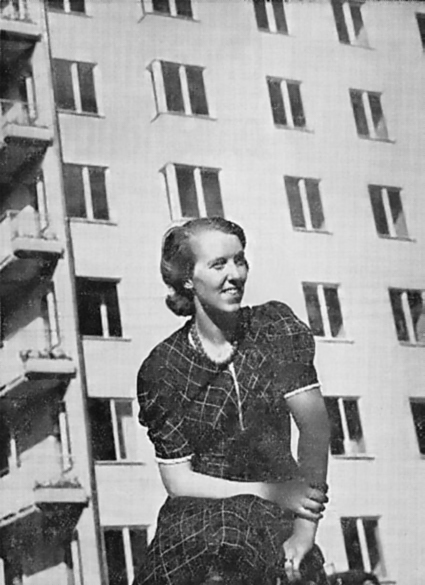
Hillevi Svedberg framför YK-huset i Stockholm.

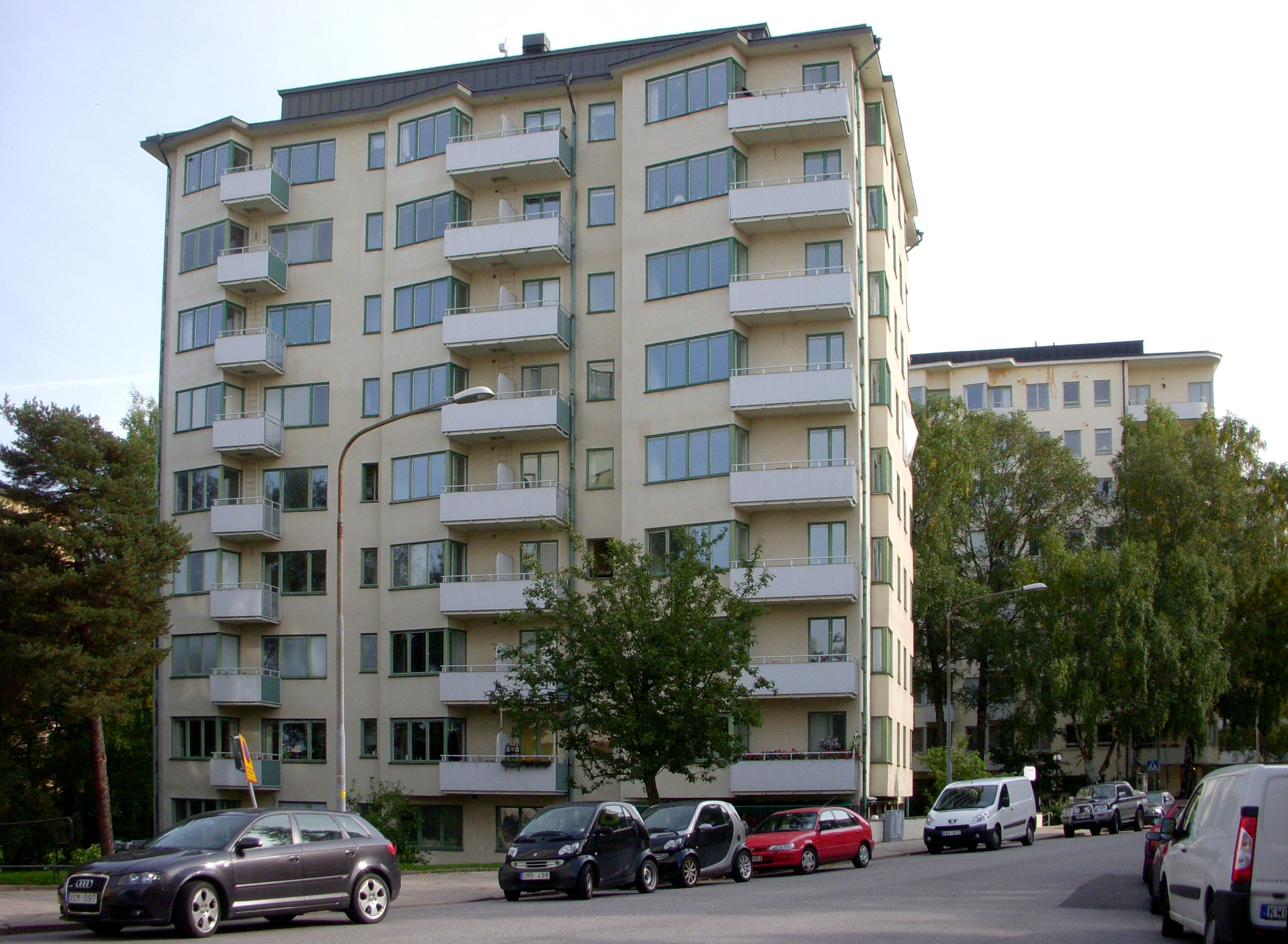
YK-huset från Furusundsgatan, 2010.

Hillevi Svedberg, född 20 december 1910 i Uppsala, död 19 juni 1990 i Stockholm, var en svensk arkitekt.

## Liv
Svedberg var dotter till professor The Svedberg och medicine doktor Andrea Andreen och syster till inredningsarkitekten Elias Svedberg. Hon var 1933–1959 gift med Knut Almström. De fick fyra söner.
Svedberg tog studentexamen i Stockholm 1929 och arkitektexamen vid KTH 1933. Under skoltiden träffade hon Sune Lindström som hon senare kom att samarbeta med. De delade ett socialt och politiskt engagemang och hon gick med i föreningen Clarté. Mellan åren 1933 och 1939 var hon anställd hos olika arkitekter som Albin Stark, Sven Markelius, Sven Ivar Lind, Carl-Otto Hallström och drev sedan 1934 egen arkitektverksamhet.
Hillevi Svedberg var 1939–1941 medarbetare i Svenska Arkitekters Riksförbund (SAR) och Svenska Slöjdföreningen (SSF). Hon samarbetade med sin bror Elias Svedberg vid den stora bostadsvaneundersökningen 1939 och var under en tid verksam i Sjukvårdens och Socialvårdens Planerings och Rationaliseringsinstitut, SPRI. Från 1945 var hon sakkunnig arkitekt för socialstyrelsens barnavårdsbyrå. Hillevi Svedberg hade själv fått fyra söner under sju år och visste hur svårt det kunde vara att kombinera yrkesarbete med familjeliv. Redan då ansåg hon det viktigt att barn hade en meningsfull tillvaro under dagtid, inte bara förvaring.
Parallellt med övriga uppdrag var hon under åren 1950–1964 redaktionssekreterare för facktidskrifterna Arkitektur och Byggmästaren: tidskrift för arkitektur och byggnadsteknik och biträdande redaktör för den senare under åren 1965–1973.
Hillevi Svedberg är gravsatt i minneslunden på Skogskyrkogården i Stockholm.

## Verk i urval
Hillevi Svedberg har ritat daghem i Örebro, Nyköping och Kalmar, upptagningshem i Norrköping, sommarkolonier i Halland, Dalarna och Stockholms län. Hon har även skrivit artiklar i tidskrifter och bokverk.

### Kollektivhuset på John Ericssonsgatan
Åren 1933–1935 arbetade Hillevi Svedberg på Sven Markelius kontor med det banbrytande kollektivhuset på John Ericssonsgatan på Kungsholmen i Stockholm. I projektet deltog även politikern och diplomaten Alva Myrdal som en central och drivande kraft. Byggnaden var tänkt att på ett nytt sätt organisera vardagen för att underlätta kombinationen av yrkesliv och familjeliv, inte minst för kvinnor. Detta åstadkoms bland annat genom att barnomsorg tillhandahölls inom byggnaden i en så kallad barnkrubba samt genom att städning, tvätt och matlagning utfördes av gemensamt anställd personal. Hillevi Svedberg, som själv flyttade in i kollektivhuset tillsammans med sin make år 1935, var inte endast engagerad i projekteringen av byggnaden utan även i dess genomförande och organisering.

### Yrkeskvinnornas kollektivhus
Tillsammans med Albin Stark ritade hon 1939 Yrkeskvinnornas kollektivhus (YK-huset) i Stockholm. Byggnaden räknas till ett av hennes mest kända arbeten. Likt sin föregångare på John Ericssonsgatan fanns restaurang, mathissar och barnkrubba, men även vissa förbättringar avseende lägenhetsköken samt ytterligare faciliteter såsom gymnastiksal och samlingssal för de boende. Hillevi Svedberg med familj kom sedermera att flytta in i det nybyggda huset.